# Курылыс (Туркестанская область)
Курылыс (каз. Құрылыс) — село в Келесском районе Туркестанской области Казахстана. Входит в состав Биртилекского сельского округа. Код КАТО — 515447700.

## Население
В 1999 году население села составляло 1347 человек (674 мужчины и 673 женщины). По данным переписи 2009 года, в селе проживали 782 человека (397 мужчин и 385 женщин).